# Zhuzhou Television Tower
La Zhuzhou Television Tower  o Shennong Tower (株洲テレビ塔) è una torre di trasmissioni TV a Zhuzhou in Cina, alta a 293 m. Inaugurata nel 1999 possiede un ristorante panoramico con 200 posti a sedere.

## Storia
La torre venne completata nel 1999 dopo tre anni di lavoro, con un costo di più di 13 milioni di dollari statunitensi. Nelle immediate vicinanze della struttura venne inoltre inaugurata una attrazione turistica denominata "Shennong City", che fa parte del progetto di sviluppo turistico "Shennong Tower". La torre venne in parte ristrutturata nel 2006 per migliorarne gli impianti anti-incendio e realizzare una sala da ballo nella parte alta della struttura.